# 蓄積 (クルアーン)
『蓄積』とは、クルアーンにおける第102番目の章（スーラ）。8つの節（アーヤ）から成る。